# 윤성현 (가수)
윤성현(1986년 1월 8일~)은 대한민국의 남자 가수이자 쏜애플 멤버이다.

## 학력
- 부흥고등학교 (졸업)
- 중앙대학교 영어영문학과 (졸업)